# Prowincja Dżilfa
Prowincja Dżilfa (arab. ولاية الجلفة) – jedna z 48 prowincji Algierii, znajdująca się w północnej części kraju.